# Lucienne Welschinger
Lucienne Welschinger, née le 18 octobre 1911 à Belfort et morte le 23 janvier 2001 à Haguenau, est une résistante alsacienne (chef du réseau Équipe Pur Sang), condamnée à mort en janvier 1943, graciée puis déportée dans différents camps ou prisons nazis avant d'être rapatriée en  mai 1945.

## Biographie
Lucienne Welschinger est originaire de Belfort où sa famille s'est réfugiée en 1870 et où son père tient l'hôtel américain. En 1925, à 14 ans, elle intègre les Guides de France (GDF). Elle est promue cheftaine de la compagnie numéro 9 en 1933 puis en  1939 cheftaine du district de Strasbourg.
Son frère, André, tient le restaurant « A l'Ancienne Gare » à Strasbourg. En septembre 1939, elle réussit à rester à Strasbourg malgré l'évacuation programmée. Le 19 juin 1940, les Allemands entrent dans Strasbourg. Elle doit se réfugier avec sa mère à Abergement-la-Ronce mais revient en Alsace avec son frère en passant par le poste de la nouvelle frontière de Château-Salins.
Bouleversée par la germanisation et la nazification de l'Alsace, et alors que les organisations scoutes sont dissoutes elle crée, avec d'anciennes cheftaines, un groupe clandestin, sous le nom d'équipe Pur Sang. 
Avec, Emmy Weisheimer, Alice et Marie Louise Daul, Lucie Welker, Marcelle Engelen, Lucienne s'intéresse aux prisonniers de guerre (PG) convoyés vers l'Allemagne. Elles cherchent d'abord à les soulager, à leur fournir vêtements chauds, du ravitaillement et à transmettre leur courrier.
C'est en octobre 1940 que débute réellement l'activité clandestine, avec Emmy Weisheimer, elle guide deux PG polonais évadés jusqu'à Hersbach (Bas Rhin), où M Charlier leur fait passer la frontière. Après ce premier succès, les Pur sang se relaient tous les soirs entre 18 et 19 heures à l'église Saint-Jean à Strasbourg qui devient un lieu de ralliement pour les PG évadés. 
Accompagnées des évadés, elles se rendent en train dans la Vallée de Munster avant de franchir la frontière. Devant l'afflux de prisonniers d'autres chemins d'évasions sont utilisés. L'hiver  1941- 1942 très rude oblige Lucienne à mettre en place un point de passage évitant les montagnes à Landange.
Elle contacte Paul Widmann un ancien officier de l'armée française qui intègre l'Équipe Pur Sang à son réseau « France99 » . 
Les contrôles devenant de plus en plus sévères, Lucienne obtient, par l'intermédiaire de Paul Widmann et Charles Latzarus, des papiers en règle.
En février 1942, Lucienne Welschinger, accompagnée de Lucie Welker, se rend à Vichy pour transmettre au gouvernement un rapport d'activités clandestines rédigé par Paul Widmann et solliciter l'aide de l'état français. Elles sont reçues par le général Campet, chef de cabinet du maréchal Pétain.
Au retour, le  28 février 1942, Lucie Welker est arrêtée à la gare d'Avricourt. Très rapidement, tous les membres des Pur Sang tombent, sauf Marcelle Engelen évadée peu avant vers la zone non occupée. Lucienne Welschinger est arrêtée par la Gestapo le 12 mars 1942, alors qu'elle se trouve au restaurant " A l'Ancienne Gare " à Strasbourg.
Internée à Strasbourg, elle est transférée le  13 avril 1942 à Kehl puis le 5 août 1942 au camp de sûreté de Schirmeck. Jugée à Strasbourg avec dix autres membres de la filière d'évasion par le Volksgerichtshof, le tribunal du peuple, le 26 janvier 1943 à Strasbourg, elle est condamnée à la peine de mort. La peine est suspendue grâce à de multiples interventions notamment à celle du nonce apostolique et du maréchal Pétain qui a déclaré aux allemands  « Les Français condamnés n'ont fait qu'aider d'autres français à regagner leur pays » .
Le 5 février, elle est déportée à Stuttgart, puis dans différentes prisons allemandes : en novembre 1943, à Francfort-sur-le-Main, le 13 décembre 1943 à Aichach, puis à Munich où elle est libérée par l'armée américaine puis rapatriée en France le 27 mai 1945 . Elle a contracté la tuberculose pendant sa déportation et doit se soigner.
Après la guerre, Lucienne Welschinger s'installe comme libraire à Strasbourg, tout en continuant à s'engager dans le scoutisme en tant que commissaire régionale des Guides de France.
En 1977, elle se retire à Brumath où elle a son domicile au 11, rue de l'Herbe. Elle décède au centre hospitalier de Haguenau, dans la soirée du 23 janvier 2001.
Lucienne Welschinger était restée célibataire.

## Distinctions
- Elle est reconnue « Déporté résistant »[14],[15].
- Elle est nommée Capitaine de réserve[12].
- Officier de la Légion d'honneur (1er janvier 1999)[16] ; chevalier du 16 août 1946[12].
- Croix de guerre 1939-1945, palme de bronze[12].
- Médaille de la Résistance française (15 juin 1946)[12],[17].
- Médaille de la déportation pour faits de Résistance de par son statut de « déporté résistant »[15].

## Reconnaissance
Une rue Lucienne Welschinger  dans le quartier du Polygone à Strasbourg.